# Ha*Ash
Ha*Ash é uma dupla estadunidense de música pop latino e country pop, composta pelas irmãs Ashley Grace e Hanna Nicole reconhecidas como o dueto feminino mais influente dos últimos anos na América Latina e uma das duplas pop mais importantes em língua espanhola. Seu nome artístico vem da combinação de seus nomes. A banda já lançou cinco álbuns de estúdio: Ha*Ash (2003), Mundos opuestos (2005), Habitación doble (2008), A tiempo (2011) e  30 de febrero (2017) e dois álbum ao vivo: Primera fila: Hecho realidad (2014) e En vivo (2019), sendo seus maiores sucessos: "Lo aprendí de ti", "Perdón, perdón" e "Te dejo en libertad" entre outros.
Ha*Ash recebeu inúmeros discos de ouro e de platina por suas vendas. A dupla alcançou com seu primeiro álbum ao vivo e quinto álbum de estúdio, Primera fila: hecho Realidad (2014) e 30 de febrero (2017), em que todos os singles receberam pelo menos uma certificação de ouro da Asociación Mexicana de Productores de Fonogramas y Videogramas (AMPROFON). O videoclipe de  "Lo aprendí de ti" torna-se a primeira balada em espanhol a atingir um bilhão de visualizações no YouTube.

## História

### Formação e primeiros anos
Elas são a segunda e terceira filha de Mathilda e Antonio Pérez, mãe e pai estadunidenses. Eles estão atualmente divorciados desde 2005. Elas têm quatro irmãos; Steven, Samantha, Charlie e Josie Pérez. Como seu pai e seu avô trabalhavam fora de seu país de origem, eles foram criados entre Lake Charles e a Cidade do México. Sendo o inglês a sua língua materna e que falam fora das câmaras, desde a infância o pai e o avô ensinaram-lhes espanhol, aperfeiçoando-o na escola americana que frequentavam no México.
De pequenas elas sentiram sua vocação para a música, começando a cantar gospel aos 5 e 6 anos respectivamente, no coro da igreja de Lake Charles. As aulas de música e treinamento se tornaram parte de suas tarefas diárias, cantando em rodeios e prisões estaduais, excursionando pela Luisiana aos 11 e 12 anos, chegando a cantar em Angola, a maior prisão estadual dos Estados Unidos. Aos 16 e 14 anos elas receberam convites do Secretário de Estado da Luisiana para representar o turismo do lugar em  festivais como "Railroad Festival", "The Louisiana Music Cavalcade", por causa de experiências passadas. Elas decidiram gravar um demo em espanhol, sendo Sony Music Latin o selo que colaborou e confiou nelas, dando à luz Ha*Ash um duo de música que combinam sons pop e country em espanhol.

### 2002-04: Álbum auto-intitulado
Depois de assinar um contrato com a Sony Music Latin com 16 e 15 anos, respectivamente, elas gravaram seu primeiro álbum Ha*Ash, produzido por Áureo Baqueiro. Seu primeiro single foi "Odio amarte" com o qual elas caíram no gosto do público adolescente do México. "Estés en donde estés"  tornou-se o segundo single e foi tema de uma novela (Clap... el lugar de tus sueños) do canal Televisa, além de se tornar alvo de uma campanha publicitária de uma marca de eletrônicos bem conhecida. Em 2003, elas lançaram "Te quedaste", seu terceiro single oficial do álbum. Nesse mesmo ano, as faixas "Soy mujer" e "Si pruebas una vez" foram lançadas apenas para o México como quarto e quinto single deste material, alcançando a sétima e quinta posição nas rádios mexicanas, respectivamente.
Com seu primeiro álbum, Ha*Ash conseguiu posicionar todos seus singles no Top 10 da rádio nacional no México, alcançando o cume com sua apresentação no Teatro Metropolitan na Cidade do México e graças ao sucesso alcançado, gravaram uma edição especial do disco, que contém em DVD, os vídeos dos três primeiros singles, versão de bastidores, karaokê e uma entrevista.

### 2005-07:Mundos Opuestos
Em 2005, o duo retornou com seu segundo álbum pela mão do mesmo produtor que fez Ha*Ash, contando colaborações com vários compositores, incluindo Gian Marco, intitulado "Mundos opuestos", baseado no caráter diferente das irmãs. O primeiro single do álbum "Amor a medias" em abril de 2006 alcançou o #1 nas rádios do México. "Me entrego a ti" e "¿Qué hago yo?" tornou-se o segundo e terceiro single, ambos escrito pela falecida cantora Soraya, que conseguindo chegar ao segundo e primeiro lugar no México, respectivamente, tornou possível o lançamento de uma nova edição para incluir o corte "Código postal" (tema de uma telenovela mexicana de mesmo nome).
Finalmente, publicaram seu quarto single "Tu mirada en mi", disponível apenas para os Estados Unidos, cujo vídeo foi lançado em abril de 2006. Nesse mesmo ano, uma reedição do álbum é lançada para incluir o corte "Código Postal". Ha*Ash repetiu novamente o sucesso apresentado no Teatro Metropolitan, com 3 concertos esgotados, bem como apresentações em festivais de rádio e programas de televisão. Elas foram reconhecidos o grupo pop latino do ano pelos prêmios Oye!. Elas vieram oferecer entre 2003 e 2007, mais de 350 apresentações em toda a América Latina.

### 2008-10:Habitación Doble
No início de 2008, entraram nos estúdios de gravação em Nashville, Tennesse para preparar seu terceiro álbum "Habitación Doble"  com a participação de Graeme Pleth e o mesmo Áureo Baqueiro, sendo elas as que escreveram a maioria das canções. Na seleção de temas foram apoiadas por Kany Garcia, Gian Marco e Leonel García.Em procura de um novo som para suas canções, agora com um ritmo mais rock sem esquecer o pop e country que as caracteriza. O álbum contém 12 faixas inéditas e 1 cover, e sua primeira música oficial em inglês, "Already Home", um dueto com Brandi Carlile, uma música que sem ser single foi escolhida no iTunes como o tema da semana nos Estados Unidos no final. Setembro de 2008.
Este novo material foi lançado em julho de 2008. "No te quiero nada" é a primeira single que alcançou os primeiros lugares no México, "Lo que yo sé de ti" foi o próximo a se promover, e finalmente "Tú y yo volvemos al amor" tornou-se o terceiro e último single do álbum. Em 31 de dezembro de 2008, uma reedição do álbum é lançada para incluir as músicas "Labios partidos", "Me niego a olvidarte", "Punto final" e "Already Home" (em sua versão em espanhol).
Em 2009, elas continuaram sua promoção em toda a América oferecendo diferentes concertos. Além disso, elas trabalharam em projetos de cinema como Tinker Bell, e emprestaram suas vozes para o filme IGOR. Elas se apresentaram pela primeira vez em Espanha em 5 de julho, em Barbera del Valles, uma pequena cidade ao lado de Sabadell, na "Día Dial" promovido pela Cadena Dial. Na mesma semana foram visitar a Academia de Operação Triunfo.

### 2011-13:A Tiempo
Três anos passaram entre o último álbum de Ha*Ash e esta produção intitulada A Tiempo. Elas decidiram trabalhar com mais calma para lançar um album renovado que poderiam perceber a sua evolução e maturidade. Ha*Ash trabalhou com o produtor Aureo Baqueiro, e também convidou o italiano Michele Canova. Deste material foram liberados quatro single: "Impermeable", que conseguiu o primeiro lugar em Itunes, e na parada da Billboard no México, "Te dejo en libertad" (música criada por causa de uma das experiências de Ashley),  foi o single mais significativo do álbum, já que chegou ao #1 no Itunes, assim como nas paradas no México, e obteve um ótimo número de reproduções no YouTube. O terceiro single foi "Todo no fue suficiente", publicado em 2 de janeiro de 2012, alcançando a posição #2 nos charts no México, posicionando-se no primeiro lugar de vendas durante seu lançamento na iTunes. O último single lançado foi "¿De dónde sacas eso?" (música criada por causa de uma experiência de Hanna). 
O álbum A Tiempo foi assistido por Ha*Ash, Leonel Garcia, Natalia Lafourcade e Alejandro Fernandez, resultando em um dos melhores álbuns de sua carreira e alcançar tanto sucesso que elas gravaram uma edição especial que as levou a fazer tours na América Latina. Em 2012 elas participaram do show de talentos La Voz ... México como assessores da equipe da Beto Cuevas.

### 2014-17: Álbum ao vivoPrimera fila: Hecho realidad
Depois de renovar seu contrato com a Sony Music Latin, Ha*Ash começou os preparativos para seu primeiro álbum ao vivo intitulado Primera Fila: Hecho Realidad, que apresentará uma compilação de 8 de seus maiores sucessos, como 8 canções inéditas. A gravação do álbum começou em 7 de julho de 2014 na Cidade do México e começou a ser vendida em 11 de novembro de 2014, alcançando #1 nas listas do México.
Em 22 de setembro de 2014 Ha*Ash anunciou o primeiro single de seu novo álbum, intitulado "Perdón, perdón", (tema criado por uma experiência de Ashley), que conseguiu o primeiro lugar em Itunes, e na parada da Billboard no México,  o segundo single foi "Lo aprendí de ti", lançado em 6 de março de 2015, que também subiu para o # 1 no México. "Ex de verdad" foi lançado como terceiro single, tema que alcançou o número um na rádio mexicana. Depois uma nova versão de "No te quiero nada", desta vez con um dueto com o cantor argentino Axel, "Dos copas de más" que subiram para os primeiros lugares no México, e "Sé que te vas", uma música que fala sobre o divórcio de seus pais, e dedicada ao coração quebrado de sua mãe. Até hoje é a dupla pop com mais álbuns vendidos no formato internacional de primeira linha.
No início de fevereiro de 2015, elas começaram sua turnê pelo México e outros países, chegando pela primeira vez à Argentina, com cinco shows em cinco dias, todos esgotados (dois em Buenos Aires, dois em Córdoba e um em Rosario- Santa Fé). Em 13 de novembro de 2015 foi à venda a edição de luxo de seu álbum, incluindo três novas músicas ("Quédate lejos ft Maluma", "No soy yo" y "Pedazos"), um documentário, vídeos das canções "Si pruebas una vez" e "Quédate lejos" e novas versões de suas canções "Ex de verdad" e "Perdón, perdón" acompanhadas da Big Band Jazz de México.
Ha*Ash define seu novo álbum como sua melhor carta de apresentação para os países em que sua música estava apenas começando a soar, já que inclui músicas inéditas e as melhores músicas de álbuns anteriores. Elas conseguiram fazer sua turnê na Argentina, Chile, Peru, Equador, Estados Unidos, Venezuela, Porto Rico, República Dominicana, Guatemala, Colômbia, Costa Rica, El Salvador, Espanha e toda a República do México com incontáveis ingressos esgotados (mais de 100). Elas se apresentaram nos teatros mais importantes desses países como o Luna Park da Argentina, El Coliseo de Puerto Rico, os cinco shows esgotados que elas ofereceram no Auditorio Nacional do México e seu primeiro Palacio de los Deportes, também pendurado um cartaz esgotado. Durante a última parte de sua turnê Primera Fila Hecho realidad, a dupla dedicou 3 dias da semana para dar shows, e os restante elas viajaram para Miami, para preparar seu novo material de gravação. Em 30 de setembro de 2017, aconteceu o último show da turnê em Guadalajara, no México.

### 2017–2019:30 de febreroe Gira 100 años contigo

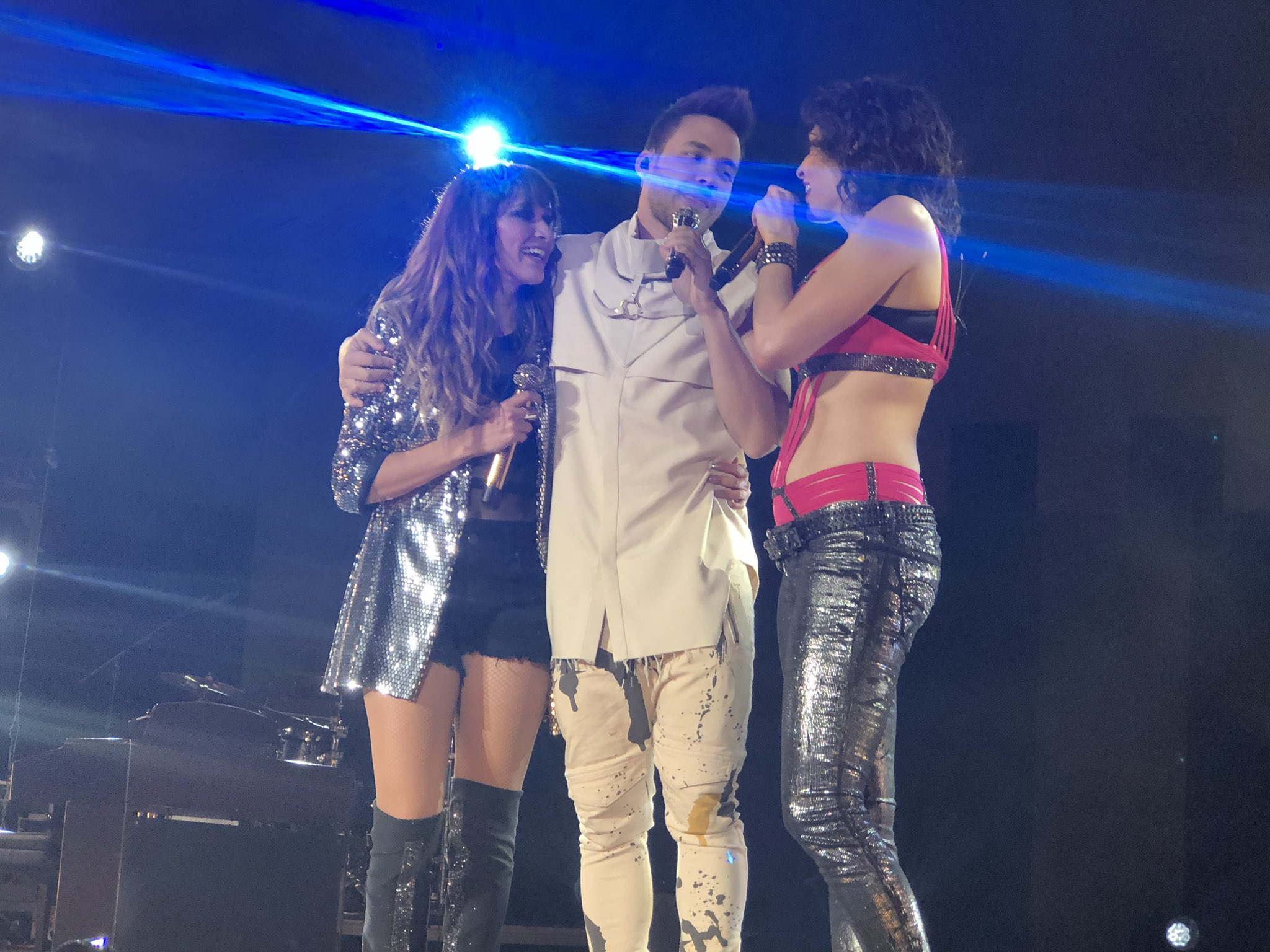
Ha*Ash e Prince Royce em Auditorio Nacional na Gira 100 años contigo em Novembro de 2018.

Em 13 de outubro de 2017, lançaram seu primeiro single "100 años" com participação da Prince Royce, o 20 de outubro do mesmo ano lançaram o vídeo oficial da música, alcançando o primeiro lugar no iTunes México e no Spotify em nível internacional. Em dezembro conseguiu o primeiro lugar nas paradas mexicanas. Ha*Ash retornou com uma nova proposta, intitulada 30 de febrero. Tem 12 músicas, com novos ritmos, tons e melodias, esta produção foi lançada em 1 de dezembro de 2017, alcançando o número #3 dos os mais vendidos no México.
Em fevereiro de 2018 elas participaram pela primeira vez no o Festival de Viña del Mar, onde elas não apenas cantaram, fizeram parte do júri e convidaram para cantar junto com Miguel Bosé no dia da abertura. O afeto do povo foi notado desde o primeiro dia, não só foram as artistas mais solicitados pelas redes sociais, Ashley ganhou o prêmio "rainha popular do monstro", graças ao voto de seus fãs. Em 24 de fevereiro de 2018, elas pisaram pela primeira vez de maneira solitária no palco da Quinta Vergara, o primeiro encontro teve seu ponto mais alto quando as pessoas pediram a elas, primeiro, a Gaivota de Prata após meia hora de apresentação, um prêmio que mais rápido foi dado naquela edição do festival, segundo o mais alto e mais desejado reconhecimento: a Gaivota Dourada.
A primeira parte da turnê que leva o nome "Gira 100 años contigo", começou em 24 de fevereiro de 2018 em Viña del Mar e depois passou pelo México, Panamá, El Salvador, Guatemala, Costa Rica, EUA, Argentina, Chile Uruguai, Equador, Peru, Colômbia e Espanha, na maioria dos shows esgotaram cartazes, atuando nos maiores auditórios, arenas e estádio, como os inúmeros shows esgotados na Auditoria Nacional do México, Luna Park Stadium da Argentina, a Movistar Arena no Chile, o Coliseo de Porto Rico, entre outros, e terminando a primeira fase de sua turnê na Espanha, com quatro shows em 4 dias, todos esgotados (Madri, Barcelona, Sevilha e Valência).
"No pasa nada" foi o próximo single a ser promovido, lançado em 8 de março de 2018, alcançando o 1º lugar no iTunes do México, e alcançando o top 5 nos chart billboard da México. O terceiro single foi "Eso no va a suceder" publicado em 8 de agosto de 2018, e em dezembro do mesmo ano conseguiu o #1 lugar no México. Em outubro de 2018, Ha*Ash se tornou as primeiras latina a ter Spotify Singles, sendo reconhecida por seu talento em uma das plataformas musicais mais populares do mundo, publicando uma nova versão de "No pasa nada", e de "Adios Amor".
No dias 11 de novembro, realizaram seu quarto show no Auditorio Nacional com os locais totalmente esgotados, esse show foi gravado para lançamento e seu primeiro DVD ao vivo em 2019, que contou com a participação de Miguel Bosé, Melendi, Prince Royce no palco. "¿Qué me faltó?", cujo vídeo oficial foi lançado em 4 de janeiro de 2019, até agora se tornou em o quarto e último single publicado, chegando ao número 2 em rádios mexicanas.

### 2019-presente: Álbum de vídeoEn vivo
Ha*Ash tocou o hino nacional dos Estados Unidos no Monday Night Football (NFL), no Estádio Azteca, na Cidade do México em 18 de novembro de 2019, oito dias depois a dupla anunciou que o novo lançamento, intitulado En vivo, baseado em imagens do show no México realizado em 11 de novembro, estará disponivel em 6 de dezembro de 2019. Em sua primeira semana de lançamento, o álbum alcançou a primeira posição no México. O single principal Si tú no vuelves com o cantor Miguel Bosé foi lançado oficialmente em 6 de dezembro de 2019. A faixa alcançou o primeiro lugar no Monitor Latino no México.
A turnê "Gira 100 años contigo" em apoio ao seu quinto álbum de estúdio 30 de febrero terminou em 14 de fevereiro de 2020 em Zócalo, México. Em 5 de março, a dupla ganhou o prêmio de "Artista Pop Mais Popular" no Spotify Awards 2020. Em abril de 2020, a dupla participou do Together at Home e de um single beneficente intitulado "Resistiré México". Em maio de 2020, eles também disseram através de seu Instagram Live que começaram a trabalhar em seu sexto álbum de estúdio. Em 13 de setembro de 2020, "Lo aprendí de ti" alcançou um bilhão de visualizações, tornando-se a primeira balada em espanhol da história a atingir esse número. Em 25 de fevereiro de 2021, a dupla argentina MYA lançaram seu single "Fuiste mía" com participação da Ha*Ash.

## Filantropia

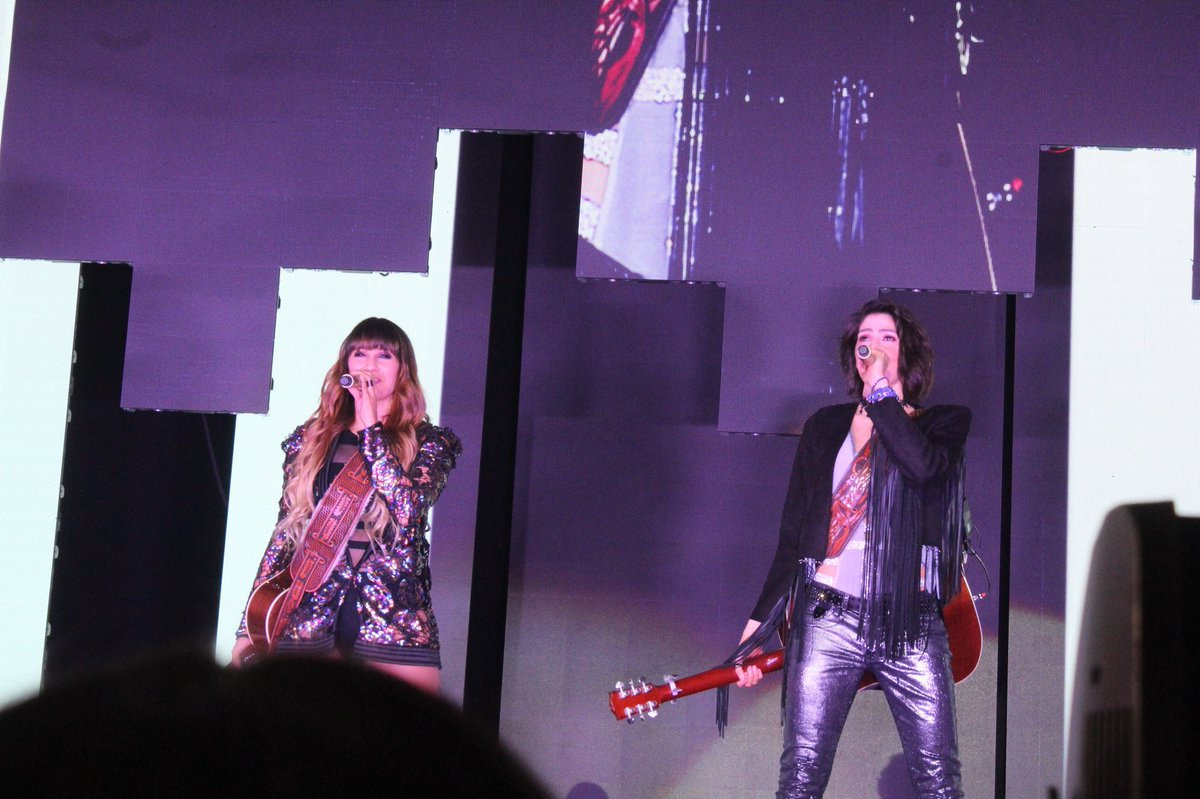
Ha*Ash em turnê da Gira 100 años contigo no Chile, Junho 2018

Em dezembro de 2007, elas se juntaram a instituições de caridade no lançamento do Fondo Ha*Ash, que apoia crianças que sofrem de VIH/SIDA e imigrantes, que o tornam conhecido através de um concerto de caridade no Teatro Metropolitan, para este evento criaram "Hoy rezaremos por ti" uma canção inédita que elas cantaram junto com um coro de crianças beneficiadas por essa fundação e a partir daí seria o hino que a identificaria. Em 2010, Hanna e Ashley foram nomeados embaixadores da Fundação Save the Children. Naquele mesmo ano, gravaram a canção "Latente" para capturar as experiências vividas na visita que as irmãs fizeram ao Haiti em agosto daquele ano, depois do terremoto que atingiu o país, e cujos lucros serão doados aos filhos do Haiti por meio de da referida fundação. Elas participaram ativamente desde 2010, colaborando com o projeto #NiñezMigrante em Chiapas e Puebla, bem como apoiando a resposta humanitária da Save the Children após os terremotos de setembro de 2017 no México.
Em 2016, através do Fondo Ha*Ash, elas realizam o projeto "Barriga llena, corazón contento", onde trouxeram comida para as pessoas em situações de rua, por isso lançaram um chamado aos seus pares do programa "Me pongo de pie" e seus seguidores também para realizar esta nobre causa. Elas foram reconhecidos como "agentes de cambio" no KCA México, para este trabalho social. As cantoras também fornecem apoio através do mesmo fundo para crianças e jovens que sofrem de síndrome de Down. Em 7 de dezembro de 2018, Ha*Ash apareceu no Coliseo Centenario de Torreón como parte de sua turnê, para promover uma causa de caridade. Os rendimentos do show foram doados para a associação “Sonríe… Solo tienes cáncer”, que apoia a prevenção e tratamento desta condição.
Hanna e Ashley visitam frequentemente crianças que sofrem de doenças devido a pedidos que fazem através das redes sociais e que os seus seguidores lhes enviam, com quem vivem interpretando músicas e dando-lhes presentes, sendo o caso mais conhecido quando a dupla viajou para Torreón para realizar o sonho de Paola a garota que sofria de leucemia e que queria conhecê-los, que morreu dias após a visita das irmãs.

## Influências e estilo musical
Ha*Ash traz uma mistura de piano, sintetizador, bateria, vocais, e, ocasionalmente, mandolina. Ha*Ash expressou sua influência da Shania Twain, Loretta Lynn, Dixie Chicks e Patsy Cline. O estilo musical da banda tem sido descrito como pop latino, power ballad, country pop, country, funk, pop rock, electropop.

## Membros
| Ha*Ash         | Ha*Ash             | Ha*Ash                          | Ha*Ash                 |
| Nome artístico | Nome de Nascimento | Data de Nascimento              | Local de Nascimento    |
| -------------- | ------------------ | ------------------------------- | ---------------------- |
| Ashley Grace   | Ashley Grace Pérez | 27 de janeiro de 1987 (38 anos) | Lake Charles, Luisiana |
| Hanna Nicole   | Hanna Nicole Pérez | 25 de junho de 1985 (39 anos)   | Lake Charles, Luisiana |

## Filmografia
- Igor (2008)
- La Voz... México (2012)
- Take Dois com Phineas e Ferb (2012)
- Me pongo de Pie (2015)
- Sing: Ven y canta! (2016)
- Festival Internacional da Canção de Viña del Mar (2018)

## Discografia
Álbuns de estúdio
- Ha*Ash (2003)
- Mundos Opuestos (2005)
- Habitación Doble (2008)
- A Tiempo (2011)
- 30 de febrero (2017)

Álbuns ao vivo
- Primera fila: Hecho realidad (2014)
- En vivo (2019)

## Turnês
Turnês próprias
- Ha*Ash Tour (2003-2004)
- Mundos Opuestos Tour (2005-2007)
- Habitación Doble Tour (2008-2010)
- A Tiempo Tour (2011-2013)
- Primera Fila Hecho Realidad Tour (2015-2017)
- Gira 100 años contigo (2018-2020)

Turnês como ato de abertura
- One World Tour (de Ricky Martin) (2015)